# VV DOS in het seizoen 1969/70
Het seizoen 1969/1970 was het 16e en laatste jaar in het bestaan van de Utrechtse betaaldvoetbalclub DOS. De club kwam uit in de Eredivisie en eindigde daarin op de 16e plaats. Tevens deed de club mee aan het toernooi om de KNVB Beker, hierin werd in de tweede ronde verloren van ADO (1–4). Na het seizoen fuseerde de club met de andere Utrechtse betaaldvoetbalclubs Elinkwijk en Velox tot FC Utrecht.

## Wedstrijdstatistieken

### Eredivisie
|       | ADO   | Ajax  | AZ '67 | DWS   | Feijenoord | Go Ahead | GVAV  | Haarlem | Holland Sport | MVV   | NAC   | N.E.C. | PSV   | Sparta | SVV   | Telstar | FC Twente '65 |
| ----- | ----- | ----- | ------ | ----- | ---------- | -------- | ----- | ------- | ------------- | ----- | ----- | ------ | ----- | ------ | ----- | ------- | ------------- |
| Thuis | 1 – 1 | 1 – 7 | 0 – 2  | 1 – 1 | 1 – 1      | 2 – 3    | 2 – 0 | 2 – 1   | 0 – 1         | 1 – 1 | 0 – 2 | 1 – 0  | 0 – 0 | 2 – 1  | 1 – 0 | 0 – 1   | 1 – 1         |
| Uit   | 5 – 0 | 4 – 0 | 1 – 0  | 1 – 0 | 6 – 0      | 3 – 0    | 0 – 1 | 0 – 0   | 3 – 3         | 2 – 0 | 2 – 1 | 1 – 0  | 1 – 0 | 0 – 0  | 4 – 2 | 1 – 2   | 7 – 2         |

### KNVB Beker
| 1e ronde                                            | Heerenveen                                                                  | 1 – 2 (1 – 1) | DOS                                       |
| 19 oktober 1969 Plaats: Heerenveen J.H. Kruisstraat | Jaap Mulder 9'                                                              |               | 35' Tonnie Nieuwenhuys 54' Johan Plageman |
| 2e ronde                                            | ADO                                                                         | 4 – 1 (3 – 0) | DOS                                       |
| 1 maart 1970 Plaats: Den Haag Zuiderparkstadion     | Harald Berg 27' René Pas 32' Niels-Christian Holmstrøm 40' Aad Mansveld 80' |               | 65' Leo van Veen                          |

## Statistieken DOS 1969/1970

### Eindstand DOS in de Nederlandse Eredivisie 1969 / 1970
| Stand | Gespeeld | Gewonnen | Gelijk | Verloren | Punten | Doelpunten voor | Doelpunten tegen |
| ----- | -------- | -------- | ------ | -------- | ------ | --------------- | ---------------- |
| 16e   | 34       | 7        | 9      | 18       | 23     | 27              | 64               |

### Topscorers
| #                 | Naam               | Goal |
| ----------------- | ------------------ | ---- |
| 1.                | Leo van Veen       | 6    |
| 2.                | Cor Adelaar        | 5    |
| 3.                | Matthias Maiwald   | 3    |
| 3.                | John Steen Olsen   | 3    |
| 5.                | Jef Geurten        | 2    |
| 5.                | Tonnie Nieuwenhuys | 2    |
| 7.                | Johan Plageman     | 1    |
| 7.                | Jan van Renswouw   | 1    |
| 7.                | Ed van Stijn       | 1    |
| 7.                | Arno Wellerdieck   | 1    |
| 7.                | Thijs Wijngaarde   | 1    |
| Onbekend doelpunt |                    |      |
| –                 | Onbekend           | 1    |
| Totaal            | Totaal             | 27   |

| #      | Naam               | Goal |
| ------ | ------------------ | ---- |
| 1.     | Tonnie Nieuwenhuys | 1    |
| 1.     | Johan Plageman     | 1    |
| 1.     | Leo van Veen       | 1    |
| Totaal | Totaal             | 3    |

## Voetnoten
ADO ·
Ajax ·
AZ '67 ·
DOS ·
DWS ·
Feijenoord ·
Go Ahead ·
Haarlem ·
Holland Sport ·
GVAV ·
MVV ·
NAC ·
N.E.C. ·
PSV ·
Sparta ·
SVV ·
Telstar ·
FC Twente '65